# Филатов, Никита Александрович
Никита Александрович Филатов (род. 8 февраля 1961, Ленинград) — российский писатель, адвокат.

## Биография
Родился 8 февраля 1961 года в Ленинграде, в семье военного врача Александра Ивановича Филатова (28 мая 1939, Балахна — 20 февраля 2003, Москва) и преподавательницы иностранных языков Нелли Михайловны (урожд. Домантовской, 16 августа 1938, Хабаровск — 28 сентября 2012, Бремен). Отец дослужился до звания полковник медицинской службы, защитил докторскую диссертацию, получил учёное звание профессор, участвовал в боевых действиях в Афганистане, ветеран подразделений особого риска.
В 1978 году поступил на арктический факультет Ленинградского высшего инженерного морского училища имени адмирала С. О. Макарова, окончил вуз с отличием в 1983 г. Участвовал в морских и воздушных арктических экспедициях.
В 1983 году получил комсомольскую путёвку на работу в милицию. Оперуполномоченный и старший оперуполномоченный в ОБХСС Ленинградского морского порта, начальник линейного отделения внутренних дел на Морском вокзале. С 1992 г. по 1994 г. служил в Отряде милиции особого назначения (ОМОН) ГУВД Санкт-Петербурга и Ленинградской области, капитан.
Участвовал в миротворческих операциях и боевых действиях в Закавказье (1988), Северной Осетии и Кабардино-Балкарии (1991), Москве (1993). Награждён знаками отличия и медалями, в том числе, медалью «За Отвагу».
В 1997 году окончил юридический факультет Санкт-Петербургского гуманитарного университета профсоюзов, с 1998 г. занимается адвокатской практикой. Награждён почётной медалью Федеральной адвокатской палаты РФ «За заслуги в защите прав и свобод граждан».

## Творчество
Первый очерк опубликовал в газете «Моряк Балтики» в 1979 году. Впоследствии много печатался в советских периодических изданиях, в 1983 г. окончил университет рабочих корреспондентов при Ленинградском доме журналиста.
В 1990 г. издательским кооперативом «Редактор» был опубликован первый сборник детективных рассказов и публицистики Филатова Н. А. «Личный сыск». К настоящему времени Филатов Н. А. — автор более чем четырёх десятков детективных романов, повестей и рассказов, общий тираж превышает 1,2 млн экземпляров.
Переведён на английский, немецкий, испанский, китайский языки. Сюжеты рассказа «Этюд со смертельным исходом» и романа «Сафари для покойника» были экранизированы на телевидении в рамках сериалов «Убойная сила» (2000) и «Опера. Хроники убойного отдела» (2006). Никита Филатов выступил консультантом 6-серийного фильма «Русский транзит» (1994)
В основном Филатов Н. А. публикуется под своим именем. Однако в 2002—2003 г.г. в ИД «Нева» вышло в общей сложности 16 его новых книг и переизданий под псевдонимами «Александр Никитин» и «Никита Воронов». В 1999 г. под псевдонимом «Виктор Доренко» в издательстве «Эксмо-пресс» опубликовал роман «„Зеро“ для мента» («Чёрный список»).
До 1995 г. Филатов Н. А. писал, преимущественно, в жанре классического «полицейского» детектива о деятельности оперативных служб и специальных подразделений милиции (повести «Сестра наша, смерть», «Ловушка для умных», «Блаженны миротворцы…» и др.). Затем начал работать в жанре остросюжетного политического детектива и военных приключений (романы «Сафари для покойника», «Часы от президента», «След полония», «Пираты Сомали», «Золото Каддафи», серия романов «Легионеры…» и др.)
С 2006 г. по 2011 г. опубликовал три исторических детектива о взаимоотношениях власти и писателя в России — «Тайные розыски» (Фаддей Булгарин), «Последний выстрел камергера» (Фёдор Тютчев), «Гражданин поручик» (Александр Куприн).
Опубликовал два рассказа в жанре социальной фантастики — «Позолочённый шар» (сб. «Миры братьев Стругацких», 2000 г.) и «Синоптик» (сб. «Ночь накануне», 2010). В соавторстве написал и опубликовал романы «Чёрный список» (с Андреем Серовым, 1999) и «Огненный лис» (с Дмитрием Петровым, 2001). Роман «Голый король» (2007) написан при участии порнобизнесмена Сергея Прянишникова.
В 1992 г. Филатов Н. А. основал Петербургский детективный клуб — неполитическую и некоммерческую общественную организацию писателей, издателей и сотрудников правоохранительных органов. До настоящего времени является его Президентом.
Детектив, как форма подачи литературного материала, наиболее полно соответствует реалиям современной эпохи в России. Это своего рода форма, оболочка, в которую облекается либо хорошая, либо плохая проза. Когда-то эту функцию удачно исполнял эпистолярный жанр, неторопливый роман-нравоучение, потом ему на смену пришли экзотические романы о воинах,  путешественниках и первооткрывателях, затем, в эпоху первой НТР – научно-техническая фантастика… и так далее. А сейчас наша жизнь – или фарс, или триллер без начала и конца, вот и проза приспособилась к стереотипам читательского восприятия…Никита Филатов
С 1994 г. является членом Союза писателей Санкт-Петербурга, непродолжительное время руководил Санкт-Петербургским отделением Литературного фонда России и входил в состав Совета союза писателей.
С 1996 г. представляет Россию на международных литературных фестивалях «Чёрная неделя» в Испании, а с 2003 г. — в Международной ассоциации писателей детективного жанра (AIEP).
Лауреат нескольких международных и российских литературных премий, включая премии Н. В. Гоголя (2004) и А. К. Толстого (2012).

## Основные сочинения (Краткая библиография)
- Личный сыск. — Л., ЛИО «Редактор», 1990.
- Этюд со смертельным исходом. — СПб, Библиополис, 1993.
- Блаженны миротворцы. — СПб, МиМ-Д, 1995.
- Сафари для покойника. — СПб, Фолио-Пресс, 1996.
- Зона поражения. — М., ЭКСМО, 1997.
- Секрет выживания. — М., ЭКСМО-Пресс, 1998.
- Легионеры. — СПб., НЕВА, 2000.
- Часы от президента. — М., ПОДВИГ, 2000.
- Танец с саблями. — М., Терра, 2000.
- Тайные розыски. — СПб, Амфора, 2006.
- Филатов Н. А. Голый король, или Агенты сексуальной безопасности : невыдуманная история одного порномагната / Никита Филатов при участии Сергея Прянишникова и журнала «Секс-видео-гид». — М. : АСТ; СПб. : Астрель-СПб, 2007. — 643, [2] с. ISBN 5-17-041057-3
- След полония. — СПб, Амфора, 2007.
- Пираты сомали. — СПб, Астрель-СПб, 2009.
- Последний выстрел камергера. — СПб, Амфора, 2009.
- Золото Каддафи. — СПб, Астрель-СПб, 2011.
- Гражданин поручик. — СПб, Амфора, 2011.

## Семья
В браке с 1980 года. Жена: Филатова (Пшеницына) Анна Михайловна (род. 1960). Две дочери: Филатова Надежда (род. 1982) и Филатова Ольга (род. 1986).